# آر سی کن
آر سی کن (انگلیسی: RC Cannes) یک باشگاه والیبال در فرانسه است.